# Simca Matra Bagheera

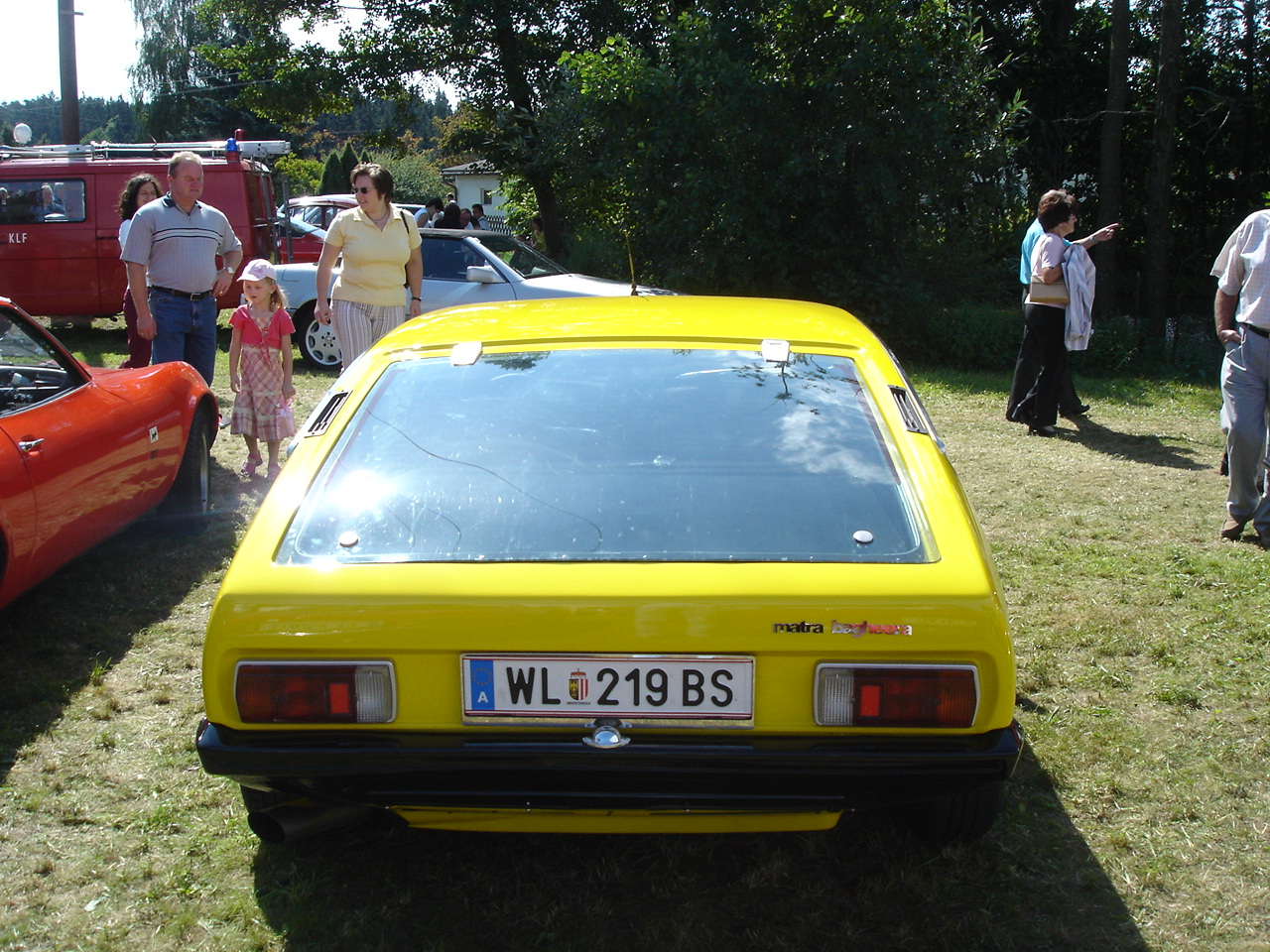
Heckansicht

Der Matra-Simca Bagheera war ein dreisitziges Sportcoupé des Automobilherstellers Matra Automobiles. Er wurde als Nachfolger des Matra 530 von Simca und Matra gemeinsam entwickelt (deswegen vermarktet als Matra-Simca) und zum 24-Stunden-Rennen in Le Mans am 9. Juni 1973 der Öffentlichkeit vorgestellt. Das flache Sportcoupé mit drei Sitzen in einer Reihe (Fahrer links mit zwei weiteren Sitzen rechts davon, wobei der mittlere Sitz leicht zurückgesetzt war), Klappscheinwerfern und Mittelmotor wurde mit der Antriebseinheit und Vorderachse des Simca 1100 TI ausgerüstet. Die tragende Struktur des Wagens bestand weiterhin aus einem Rohrrahmen mit Kunststoffbeplankung. Das Modell wurde nach dem Panther Bagheera aus Rudyard Kiplings Dschungelbuch benannt.
Da PSA Peugeot Citroën die europäischen Marken des US-amerikanischen Chrysler-Konzerns im Sommer 1978 aufgekauft hatte, wurde das Modell ab August 1979 durch den neuen Eigentümer als Talbot-Matra Bagheera weitervertrieben.
Im Sommer 1980 lief die Produktion des Bagheera nach etwa 47.802 Exemplaren aus. Auf dem Pariser Autosalon wurde im September desselben Jahres das Nachfolgemodell Talbot-Matra Murena vorgestellt.

## Entstehungsgeschichte
Zu Beginn der 1970er-Jahre suchte Matra nach einem Konzept für einen Nachfolger des 530. Das Unternehmen konsultierte mehrere freie Designer bzw. Designbüros, darunter Sessano Associates und Giovanni Michelotti. Sessano legte einige Zeichnungen vor, während Michelottis Vorschlag unter der Bezeichnung Matra Laser auf dem Genfer Autosalon 1971 als fahrbereiter Prototyp gezeigt wurde. Der 1,08 m hohe Laser hatte Flügeltüren und Klappscheinwerfer. Das Flügeltürkonzept war in der Umsetzung sehr kostenintensiv, sodass eine Serienproduktion nicht in Betracht kam.

## Modelle
Die Bauzeit des Bagheera unterteilt sich in zwei Serien: Die erste Serie lief bis Mitte 1976 und die zweite wurde ab Herbst 1977 hergestellt. Der Bagheera wurde fortlaufend weiterentwickelt und so gibt es ungezählte vom Baujahr abhängige Detailunterschiede.

### Serie I (1973 bis 1976)

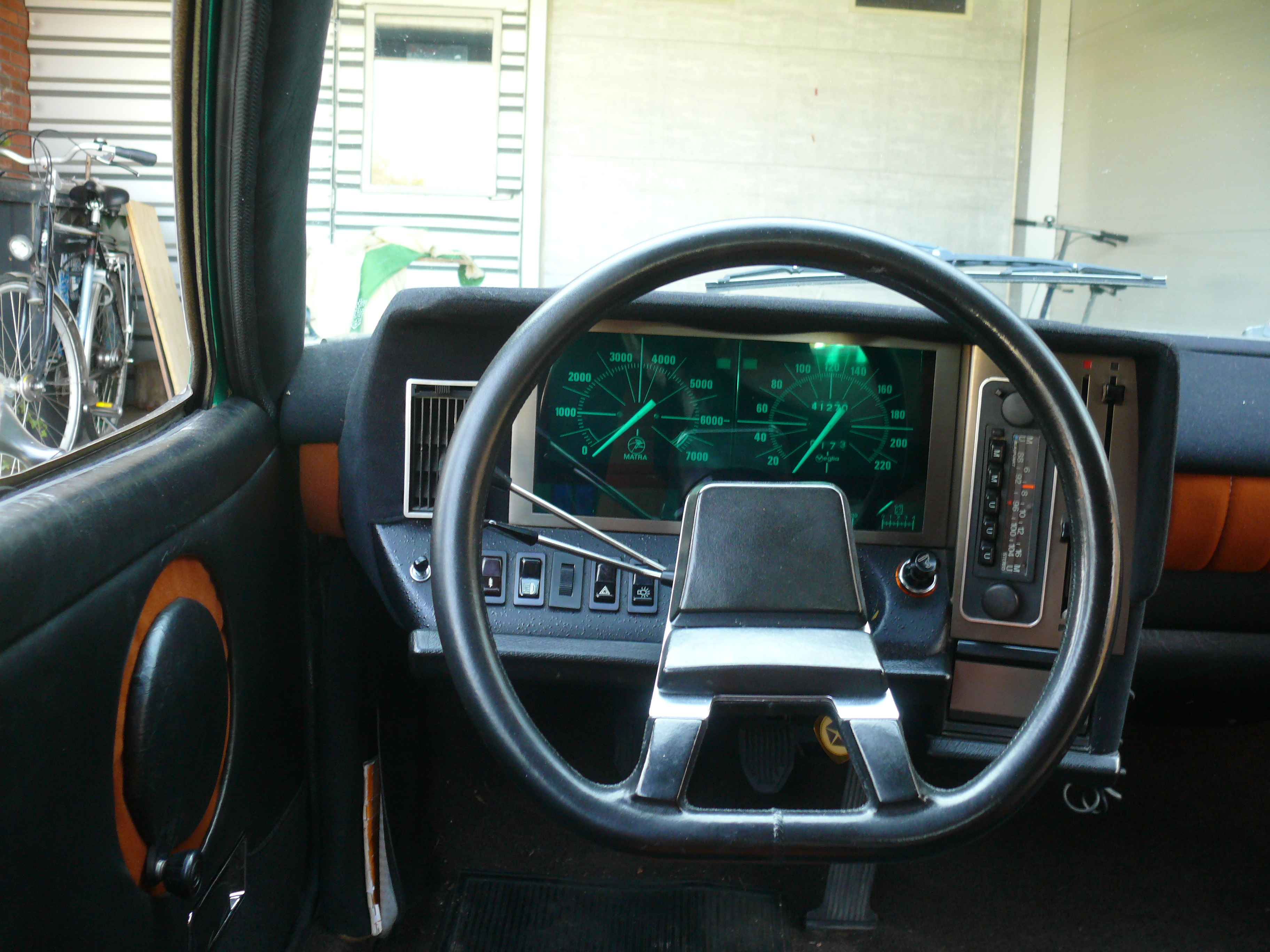
Armaturenbrett und Lenkrad (1973–1976)

- Typ 1: Einfache Ausstattung mit Stoffsitzen, ungetönten Scheiben, Stahlrädern, 1294 cm³ und 62 kW/84 PS.
- Typ 2: Gehobene Ausstattung mit aufwendigeren Stoffsitzen, getönten Scheiben, Aluminiumrädern, Uhr, 1294 cm³ und 62 kW/84 PS.
- S: Ausstattung mit Tweed-Stoffen, getönten Scheiben, Aluminiumrädern, Uhr, elektrischen Fensterhebern, Leseleuchte, optionalem Faltdach, 1442 cm³ und 66 kW/90 PS.
- Courrèges: spezifische vom Modedesigner André Courrèges entworfene Ausstattung in mattweißer Lackierung, mit Kunstledersitzen, spezifischen Teppichen und anderen Details, 1294 cm³ und 62 kW/84 PS (ab Sommer 1974) oder 1442 cm³ und 66 kW/90 PS (ab Ende 1975)

Der auf der ersten Serie basierende Bagheera U8 mit 2 Vierzylindermotoren in U-Form verblockt (Leistung: 118 kW/160 PS; Höchstgeschwindigkeit: 238 km/h) blieb nur ein Prototyp.

### Serie II (1977 bis 1980)

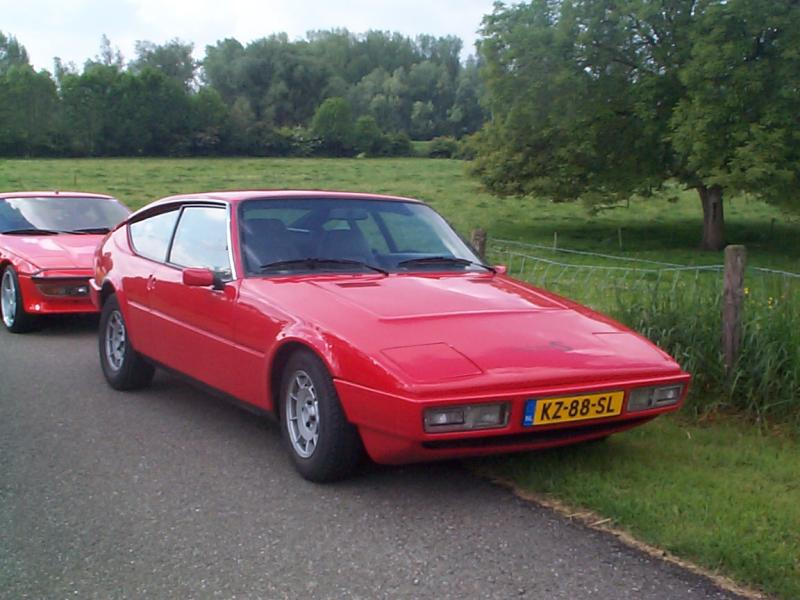
Matra-Simca Bagheera (1977–1980)

- N: Einfache Ausstattung mit Schottenkaro-Stoffen, Stahlrädern, optionalem Faltdach, 1294 cm³ und 62 kW/84 PS (bis März 1978) oder 1442 cm³ und 66 kW/90 PS (Version N2 ab November 1979).
- S: Ausstattung mit Tweed-Stoffen, getönten Scheiben, Aluminiumrädern, Uhr, elektrischen Fensterhebern, Leseleuchte, optionalem Faltdach, 1442 cm³ und 66 kW/90 PS.
- Courrèges: Spezifische vom Modedesigner André Courrèges entworfene Version in mattweißer Lackierung, mit Kunstledersitzen, spezifischen Teppichen und anderen Details, 1442 cm³ und 66 kW/90 PS.
- X: Luxuriöse Ausstattung mit Velourssitzen, Digitaluhr, Heckscheibenwischer, optionalem Faltdach, 1442 cm³ und 66 kW/90 PS, löste ab März 1978 die Ausstattung Courrèges ab.
- Jubilé: Luxuriöse Ausstattung mit Velourssitzen, Analoguhr, serienmäßigem Faltdach, 1442 cm³ und 66 kW/90 PS.

## Verarbeitungsmängel
Nachdem die Zeitschrift ADAC Motorwelt im Mai 1975 einen Bagheera mit der Verleihung des Negativpreises Silberne Zitrone als „Neuwagen mit den schlimmsten Mängeln ab Werk“ ausgezeichnet hatte und in der Folge eine „Interessengemeinschaft der Bagheera-Geschädigten“ gegründet worden war, gewannen diverse Konstruktions- und Verarbeitungsmängel des Modells die Aufmerksamkeit einer breiten Öffentlichkeit. Das hatte bis zur Wahl des Simca 1307/1308 zum „Europäischen Auto des Jahres“ im darauffolgenden Jahr einen erheblichen Prestigeverlust und Absatzeinbruch Chrysler-Simcas in Deutschland zur Folge,  und prägte dort das Image des Bagheera als Inbegriff des „Montagsautos“ nachhaltig.

## Technische Daten
| Bagheera:                  | Typ 1+2, N, Courrèges '75                                                                 | N2, S, X, Courrèges, Jubilé                                                               |
| -------------------------- | ----------------------------------------------------------------------------------------- | ----------------------------------------------------------------------------------------- |
| Motor:                     | 4-Zylinder-Reihenmotor (Viertakt), als Mittelmotor quer vor der Hinterachse               | 4-Zylinder-Reihenmotor (Viertakt), als Mittelmotor quer vor der Hinterachse               |
| Hubraum:                   | 1294 cm³                                                                                  | 1442 cm³                                                                                  |
| Bohrung × Hub:             | 76,7 × 70 mm                                                                              | 76,7 × 78 mm                                                                              |
| Leistung bei 1/min:        | 62 kW (84 PS) bei 6200 62 kW (84 PS) bei 6000 (ab Ende 1975)                              | 66 kW (90 PS) bei 5800 63 kW (85 PS) bei 5800 (Version N2)                                |
| Max. Drehmoment bei 1/min: | 105 Nm bei 4000 110 Nm bei 3200 (ab Ende 1975)                                            | 122 Nm bei 3000 123 Nm bei 3200 (Version N2)                                              |
| Verdichtung:               | 9,8:1 bzw. 9,5:1 (ab Ende 1975)                                                           | 9,5:1                                                                                     |
| Gemischaufbereitung:       | 2× Fallstrom-Doppelvergaser Weber 36DCNF bzw. 1× Weber 36DCNVA (Version N2)               | 2× Fallstrom-Doppelvergaser Weber 36DCNF bzw. 1× Weber 36DCNVA (Version N2)               |
| Ventilsteuerung:           | Hängende Ventile (seitliche Nockenwelle, Kette), Leichtmetall-Zylinderkopf                | Hängende Ventile (seitliche Nockenwelle, Kette), Leichtmetall-Zylinderkopf                |
| Kühlung:                   | Wasserkühlung                                                                             | Wasserkühlung                                                                             |
| Getriebe:                  | 4-Gang-Getriebe Hinterradantrieb, verschiedene Übersetzungen je nach Modell und Zielmarkt | 4-Gang-Getriebe Hinterradantrieb, verschiedene Übersetzungen je nach Modell und Zielmarkt |
| Radaufhängung vorn:        | einzeln an doppelten Dreieckslenkern, Längstorsionsstabfedern, Stabilisator               | einzeln an doppelten Dreieckslenkern, Längstorsionsstabfedern, Stabilisator               |
| Radaufhängung hinten:      | einzeln an parallelen Schwingen („Längslenkern“), Quertorsionsstabfedern, Stabilisator    | einzeln an parallelen Schwingen („Längslenkern“), Quertorsionsstabfedern, Stabilisator    |
| Karosserie:                | Stahlblech-Chassis mit aufgeklebter/aufgenieteter GFK-Beplankung                          | Stahlblech-Chassis mit aufgeklebter/aufgenieteter GFK-Beplankung                          |
| Spurweite vorn/hinten:     | 1400/1460 mm                                                                              | 1400/1460 mm                                                                              |
| Radstand:                  | 2370 mm                                                                                   | 2370 mm                                                                                   |
| Länge:                     | bis '76: 3974 mm; ab '76: 4010 mm                                                         | bis '76: 3974 mm; ab '76: 4010 mm                                                         |
| Breite:                    | bis '76: 1734 mm; ab '76: 1737 mm                                                         | bis '76: 1734 mm; ab '76: 1737 mm                                                         |
| Höhe:                      | bis '76: 1175 mm; ab '76: 1220 mm                                                         | bis '76: 1175 mm; ab '76: 1220 mm                                                         |
| Leergewicht:               | 980 kg                                                                                    | 1015 kg                                                                                   |
| Höchstgeschwindigkeit:     | 185 km/h                                                                                  | 185 km/h                                                                                  |
| 0–100 km/h:                | 12 s                                                                                      | 12,5 s                                                                                    |
| Verbrauch (Liter/100 km):  | 8,2 S                                                                                     | 8,6 S                                                                                     |
| Preis:                     | DM 17.834 (02/79) Courrèges: FF 40.540 (01/76)                                            | DM 19.084 (S, 02/79) DM 21.084 (X, 02/79)                                                 |